# 小幡常燈
小幡常燈（おばたじょうとう）は、愛知県名古屋市守山区の地名。丁番を持たない単独町名である。住居表示実施。

## 地理
名古屋市守山区の南部に位置し、東に小幡南、西に中新、南に小幡宮ノ腰、北に小幡中と接する。

## 歴史

### 町名の由来
大字小幡とその字常燈の合成による命名。

### 沿革
- 1994年（平成6年）11月21日 - 住居表示実施に伴い、守山区大字小幡の一部（字常燈の全域および字宮ノ腰の一部[WEB 6]）により同区小幡常燈として成立[1]。

## 世帯数と人口
2019年（平成31年）4月1日現在の世帯数と人口は以下の通りである。
| 町丁     | 世帯数  | 人口  |
| -------- | ------- | ----- |
| 小幡常燈 | 425世帯 | 868人 |

### 人口の変遷
国勢調査による人口の推移
| 2000年（平成12年） | 900人 | [ WEB 7 ]  |  |
| 2005年（平成17年） | 865人 | [ WEB 8 ]  |  |
| 2010年（平成22年） | 886人 | [ WEB 9 ]  |  |
| 2015年（平成27年） | 828人 | [ WEB 10 ] |  |

## 学区
市立小・中学校に通う場合、学校等は以下の通りとなる。また、公立高等学校に通う場合の学区は以下の通りとなる。
| 番・番地等 | 小学校               | 中学校                 | 高等学校 |
| ---------- | -------------------- | ---------------------- | -------- |
| 全域       | 名古屋市立苗代小学校 | 名古屋市立守山東中学校 | 尾張学区 |

## 施設
- 岐阜信用金庫守山支店

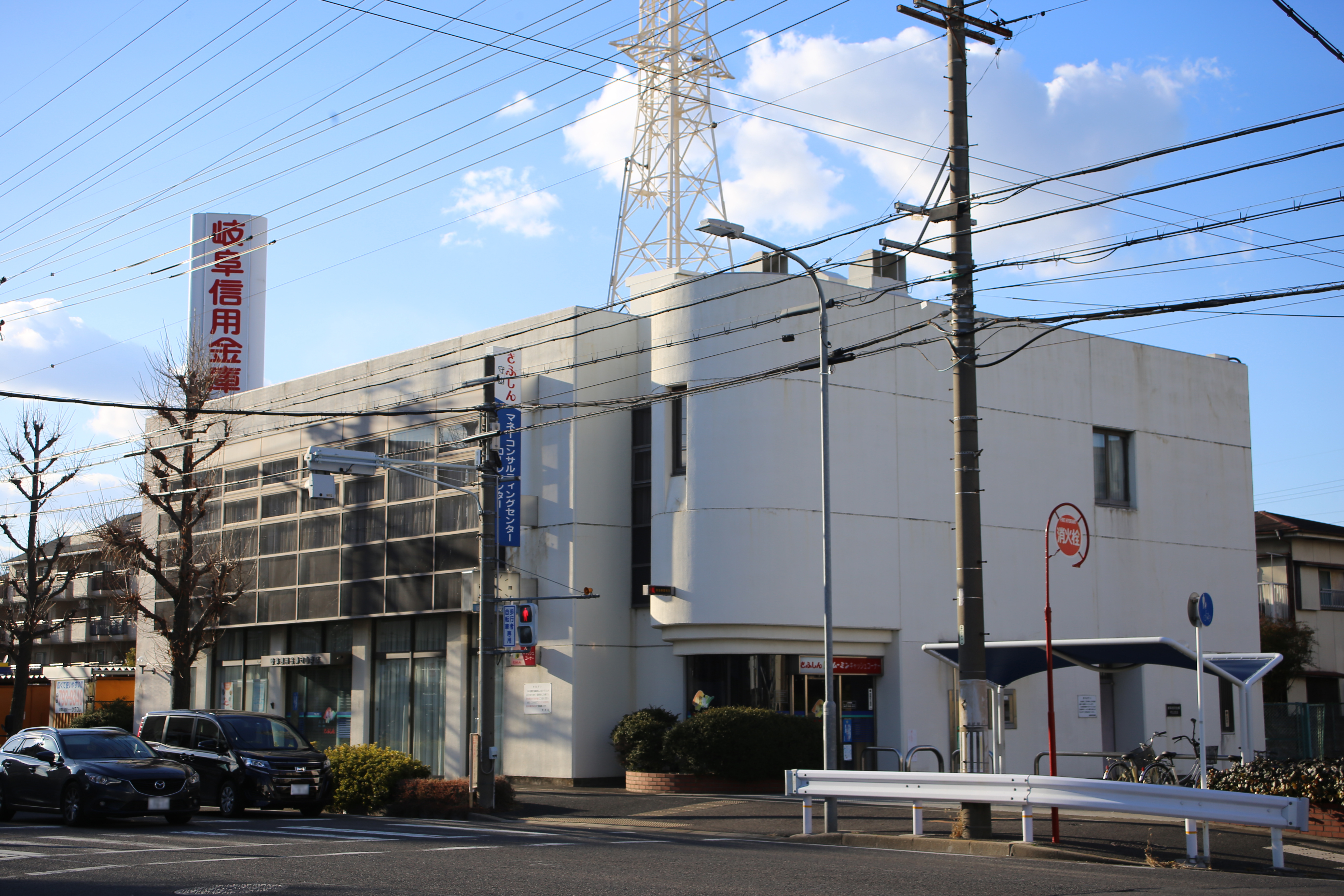
岐阜信用金庫守山支店（2018年3月）

## その他

### 日本郵便
- 郵便番号 : 463-0047[WEB 3]（集配局：守山郵便局[WEB 13]）。

### WEB
1. ↑  “愛知県名古屋市守山区の町丁・字一覧”.   人口統計ラボ. 2017年10月7日閲覧。
2. 1 2  “町・丁目(大字)別、年齢(10歳階級)別公簿人口(全市・区別)”.   名古屋市 (2019年4月22日). 2019年4月23日閲覧。
3. 1 2  “郵便番号”.  日本郵便. 2019年3月17日閲覧。
4. ↑  “市外局番の一覧”.   総務省. 2019年1月6日閲覧。
5. ↑  名古屋市役所市民経済局地域振興部住民課町名表示係 (2015年10月21日). “守山区の町名一覧”.   名古屋市. 2017年10月7日閲覧。
6. ↑  名古屋市告示平成6年第330号（平成6年10月14日）
7. ↑  名古屋市役所総務局企画部統計課統計係 (2005年7月1日). “（刊行物）名古屋の町(大字)・丁目別人口 (平成12年国勢調査) 守山区” (XLS). 2017年10月8日閲覧。
8. ↑  名古屋市役所総務局企画部統計課統計係 (2007年6月29日). “平成17年国勢調査　名古屋の町(大字)別・年齢別人口 守山区” (XLS). 2017年10月8日閲覧。
9. ↑  名古屋市役所総務局企画部統計課統計係 (2012年6月29日). “平成22年国勢調査　名古屋の町(大字)別・年齢別人口 守山区” (XLS). 2017年10月8日閲覧。
10. ↑  名古屋市役所総務局企画部統計課統計係 (2017年7月7日). “平成27年国勢調査　名古屋の町(大字)別・年齢別人口” (XLS). 2017年10月8日閲覧。
11. ↑  “市立小・中学校の通学区域一覧”.   名古屋市 (2018年11月10日). 2019年1月14日閲覧。
12. ↑  “平成29年度以降の愛知県公立高等学校（全日制課程）入学者選抜における通学区域並びに群及びグループ分け案について”.   愛知県教育委員会 (2015年2月16日). 2019年1月14日閲覧。
13. ↑  “郵便番号簿 2018年度版” (PDF).   日本郵便. 2019年5月8日閲覧。

### 書籍
1. 1 2  守山区制50周年記念事業実行委員会 2013, p. 396.
2. ↑  守山区制50周年記念事業実行委員会 2013, p. 253.